# Espinhosela
Espinhosela is een plaats (freguesia) in de Portugese gemeente Bragança en telt 305 inwoners (2001).